# Zelomorpha dravida
Zelomorpha dravida är en stekelart som beskrevs av Bhat och Gupta 1977. Zelomorpha dravida ingår i släktet Zelomorpha och familjen bracksteklar. Inga underarter finns listade i Catalogue of Life.